# Division 1 1965-66
La Division 1 1965-66 fue la 28ª temporada del fútbol francés profesional. FC Nantes (campeón de la temporada pasada) defendió exitosamente el título con 60 puntos, obteniendo su segundo título.

## Equipos participantes
| - Angers SCO - Bordeaux - AS Cannes - RC Lens - Lille OSC - Olympique Lyonnais - AS Monaco FC - FC Nantes - OGC Nice - Nîmes Olympique |  | - Red Star Olympique - Stade Rennais UC - FC Rouen - AS Saint-Étienne - UA Sedan-Torcy - FC Sochaux-Montbéliard - Stade de Paris FC - RC Strasbourg - Toulouse FC (1937) - US Valenciennes-Anzin |

## Tabla de posiciones
| Pos. | Equipo                 | Pts. | PJ | G  | E  | P  | GF | GC  | Dif. | Clasificación                                |
| ---- | ---------------------- | ---- | -- | -- | -- | -- | -- | --- | ---- | -------------------------------------------- |
| 1    | FC Nantes (C)          | 60   | 38 | 26 | 8  | 4  | 84 | 36  | +48  | Clasificado a la Copa de Campeones de Europa |
| 2    | FCG Bordeaux           | 53   | 38 | 22 | 9  | 7  | 84 | 36  | +48  | Clasificado a la Copa de Ferias              |
| 3    | US Valenciennes-Anzin  | 52   | 38 | 19 | 14 | 5  | 58 | 44  | +14  |                                              |
| 4    | Toulouse FC            | 46   | 38 | 19 | 8  | 11 | 61 | 46  | +15  | Clasificado a la Copa de Ferias              |
| 5    | AS Saint-Étienne       | 45   | 38 | 19 | 7  | 12 | 85 | 62  | +23  |                                              |
| 6    | Stade Rennais UC       | 42   | 38 | 18 | 6  | 14 | 80 | 70  | +10  |                                              |
| 7    | FC Sochaux-Montbéliard | 39   | 38 | 15 | 9  | 14 | 61 | 56  | +5   |                                              |
| 8    | RC Strasbourg          | 38   | 38 | 13 | 12 | 13 | 59 | 47  | +12  | Clasificado a la Recopa de Europa            |
| 9    | UA Sedan-Torcy         | 38   | 38 | 13 | 12 | 13 | 68 | 58  | +10  |                                              |
| 10   | OGC Nice               | 36   | 38 | 16 | 4  | 18 | 66 | 59  | +7   | Clasificado a la Copa de Ferias              |
| 11   | Angers SCO             | 36   | 38 | 13 | 10 | 15 | 68 | 66  | +2   |                                              |
| 12   | RC Lens                | 36   | 38 | 13 | 10 | 15 | 55 | 57  | −2   |                                              |
| 13   | AS Monaco FC           | 35   | 38 | 13 | 9  | 16 | 48 | 54  | −6   |                                              |
| 14   | FC Rouen               | 34   | 38 | 10 | 14 | 14 | 41 | 62  | −21  |                                              |
| 15   | Stade Français FC      | 33   | 38 | 10 | 13 | 15 | 45 | 57  | −12  |                                              |
| 16   | Olympique Lyonnais     | 33   | 38 | 12 | 9  | 17 | 43 | 56  | −13  |                                              |
| 17   | Nîmes Olympique        | 33   | 38 | 12 | 9  | 17 | 52 | 67  | −15  | Acceso a promoción de permanencia            |
| 18   | Lille OSC              | 30   | 38 | 12 | 6  | 20 | 51 | 71  | −20  | Acceso a promoción de permanencia            |
| 19   | AS Cannes (D)          | 21   | 38 | 6  | 9  | 23 | 37 | 86  | −49  | Descenso a Division 2                        |
| 20   | Red Star Olympique (D) | 20   | 38 | 5  | 10 | 23 | 44 | 100 | −56  | Descenso a Division 2                        |

 Fuente: footballdatabase.eu
Notas:
1. ↑  Al finalizar la temporada la UA Sedan-Torcy se fusionó con el RC Paris dando surgimiento al RC Paris-Sedan

## Resultados
| Local \ Visitante      | ANG | BOR | CAN | LEN | LIL | LYO | MOC | NAT | NIC | NIM | RED | REN | ROU | STE | SED | SOC | STF  | STR | TOU | VAL |
| ---------------------- | --- | --- | --- | --- | --- | --- | --- | --- | --- | --- | --- | --- | --- | --- | --- | --- | ---- | --- | --- | --- |
| Angers SCO             | —   | 0–0 | 4–1 | 3–2 | 3–1 | 4–1 | 1–1 | 1–1 | 1–0 | 3–0 | 2–2 | 5–3 | 6–0 | 1–1 | 2–0 | 2–2 | 0–0  | 0–3 | 2–0 | 0–1 |
| FCG Bordeaux           | 2–0 | —   | 1–0 | 2–1 | 1–0 | 2–2 | 5–0 | 1–2 | 0–2 | 5–2 | 6–0 | 2–1 | 4–1 | 4–0 | 4–2 | 4–2 | 10–0 | 4–0 | 3–0 | 2–0 |
| AS Cannes              | 2–5 | 2–1 | —   | 1–1 | 2–0 | 0–0 | 0–3 | 1–6 | 1–3 | 1–2 | 1–1 | 1–0 | 1–2 | 2–8 | 2–1 | 1–1 | 0–4  | 2–1 | 5–3 | 0–1 |
| RC Lens                | 2–2 | 0–1 | 1–0 | —   | 2–0 | 2–1 | 0–0 | 1–1 | 4–2 | 1–1 | 3–0 | 4–1 | 0–0 | 2–1 | 1–1 | 0–1 | 1–0  | 0–0 | 0–1 | 1–1 |
| Lille OSC              | 1–0 | 0–0 | 2–0 | 1–1 | —   | 1–0 | 2–1 | 0–1 | 2–1 | 1–2 | 3–0 | 1–3 | 2–1 | 3–0 | 1–1 | 2–1 | 3–3  | 2–1 | 1–0 | 6–1 |
| Olympique Lyonnais     | 2–1 | 1–4 | 2–0 | 3–2 | 6–3 | —   | 1–0 | 0–2 | 2–0 | 3–1 | 0–0 | 1–2 | 0–0 | 1–1 | 2–1 | 1–0 | 2–0  | 2–0 | 0–1 | 0–1 |
| AS Monaco FC           | 1–3 | 0–2 | 0–0 | 3–0 | 2–0 | 2–0 | —   | 1–3 | 0–3 | 4–0 | 2–1 | 1–1 | 3–0 | 1–1 | 3–3 | 1–1 | 3–1  | 0–0 | 2–3 | 0–2 |
| FC Nantes              | 5–3 | 2–2 | 1–0 | 4–2 | 3–1 | 2–0 | 2–1 | —   | 2–1 | 4–1 | 7–2 | 4–0 | 2–1 | 5–0 | 4–2 | 2–1 | 2–1  | 2–0 | 2–0 | 1–1 |
| OGC Nice               | 5–2 | 1–2 | 1–1 | 0–3 | 2–0 | 4–2 | 1–2 | 0–0 | —   | 4–1 | 4–0 | 3–2 | 6–0 | 4–2 | 1–0 | 3–1 | 1–1  | 0–2 | 2–1 | 1–1 |
| Nîmes Olympique        | 1–0 | 1–1 | 1–1 | 4–5 | 4–1 | 0–0 | 4–0 | 1–2 | 1–0 | —   | 3–1 | 2–2 | 2–1 | 1–1 | 1–0 | 1–0 | 0–0  | 4–1 | 2–0 | 2–2 |
| Red Star Olympique     | 0–2 | 2–0 | 3–2 | 1–2 | 6–4 | 2–2 | 2–0 | 0–3 | 2–3 | 3–3 | —   | 0–2 | 0–1 | 1–5 | 3–3 | 1–1 | 1–5  | 2–2 | 1–1 | 2–0 |
| Stade Rennais UC       | 4–4 | 2–0 | 2–2 | 4–1 | 4–0 | 5–2 | 0–1 | 2–0 | 3–0 | 3–1 | 2–1 | —   | 4–0 | 2–0 | 4–2 | 4–3 | 4–3  | 2–1 | 2–1 | 1–1 |
| FC Rouen               | 4–0 | 0–0 | 1–0 | 1–3 | 1–1 | 0–0 | 1–2 | 0–0 | 1–0 | 1–0 | 1–0 | 2–2 | —   | 2–0 | 3–1 | 1–1 | 2–1  | 0–0 | 0–1 | 1–3 |
| AS Saint-Étienne       | 4–0 | 2–1 | 1–1 | 2–0 | 7–4 | 2–1 | 1–3 | 0–3 | 5–1 | 2–1 | 7–0 | 4–0 | 2–2 | —   | 2–1 | 3–1 | 0–0  | 5–1 | 3–0 | 5–1 |
| UA Sedan-Torcy         | 3–1 | 1–1 | 3–1 | 1–3 | 1–0 | 2–0 | 0–2 | 3–0 | 2–0 | 2–0 | 5–2 | 3–1 | 4–4 | 4–1 | —   | 3–0 | 0–0  | 0–0 | 0–1 | 2–2 |
| FC Sochaux-Montbéliard | 3–2 | 0–1 | 3–1 | 3–2 | 1–0 | 7–2 | 2–1 | 3–1 | 1–0 | 3–1 | 3–0 | 3–2 | 4–0 | 2–3 | 0–1 | —   | 1–0  | 2–1 | 0–1 | 1–1 |
| Stade Français FC      | 2–1 | 2–4 | 3–1 | 3–1 | 1–1 | 0–1 | 1–0 | 0–1 | 2–1 | 2–1 | 1–1 | 2–1 | 0–0 | 1–2 | 1–1 | 1–1 | —    | 0–2 | 2–0 | 1–1 |
| RC Strasbourg          | 1–1 | 3–0 | 5–0 | 1–0 | 4–1 | 0–0 | 1–1 | 1–0 | 1–3 | 1–0 | 7–1 | 3–1 | 0–0 | 0–1 | 3–3 | 5–1 | 4–0  | —   | 2–2 | 0–0 |
| Toulouse FC            | 1–0 | 0–0 | 6–1 | 4–1 | 2–0 | 1–0 | 5–1 | 0–0 | 2–1 | 3–0 | 1–0 | 4–1 | 6–5 | 2–0 | 2–2 | 1–1 | 1–1  | 2–0 | —   | 1–2 |
| US Valenciennes-Anzin  | 4–1 | 2–2 | 3–0 | 2–0 | 2–0 | 1–0 | 1–0 | 2–2 | 4–2 | 3–0 | 1–0 | 2–1 | 1–1 | 3–1 | 0–4 | 0–0 | 1–0  | 3–2 | 1–1 | —   |

## Promoción de permanencia
Esta temporada se mantuvo la promoción de permanencia/ascenso entre el decimoséptimo y decimoctavo clasificados de la Division 1 y el tercer y cuarto lugar de la Division 2.
| Pos. | Equipo          | Pts. | PJ | G | E | P | GF | GC | Dif. |
| ---- | --------------- | ---- | -- | - | - | - | -- | -- | ---- |
| 1    | Lille OSC       | 6    | 4  | 3 | 0 | 1 | 5  | 2  | +3   |
| 2    | Nîmes Olympique | 5    | 4  | 2 | 1 | 1 | 10 | 5  | +5   |
| 3    | SEC Bastia      | 4    | 4  | 2 | 0 | 2 | 7  | 4  | +3   |
| 4    | Limoges FC      | 1    | 4  | 0 | 1 | 3 | 0  | 11 | −11  |

 Fuente: footballdatabase.eu
Promovidos de la Division 2, quienes jugarán en la Division 1 1966/67:
- Stade de Reims: Campeón de la Division 2
- Olympique de Marseille: Segundo lugar de la Division 2

Fusión al final de la temporada
- UA Sedan-Torcy con RC Paris, transformándose en RC Paris-Sedan

## Goleadores
| #  | Jugador               | Nacionalidad      | Club                   | Goles |
| -- | --------------------- | ----------------- | ---------------------- | ----- |
| 1  | Philippe Gondet       | Francia           | FC Nantes              | 36    |
| 2  | Robert Herbin         | Francia           | AS Saint-Étienne       | 26    |
| 3  | André Guy             | Francia           | Lille OSC              | 22    |
|    | Michel Lafranceschina | Francia           | FC Sochaux-Montbéliard | 22    |
| 5  | Héctor de Bourgoing   | Francia Argentina | Bordeaux               | 21    |
|    | Rachid Mekloufi       | Argelia           | AS Saint-Étienne       | 21    |
| 7  | Daniel Rodighiéro     | Francia           | Stade Rennais UC       | 20    |
| 8  | Laurent Robuschi      | Francia           | Bordeaux               | 18    |
| 9  | Lucien Cossou         | Francia           | AS Monaco FC           | 17    |
| 9  | Georges Lech          | Francia           | RC Lens                | 17    |
| 11 | Mohamed Lekkak        | Argelia           | FC Rouen               | 16    |
| 12 | Jean Deloffre         | Francia           | Angers SCO             | 15    |
|    | Fleury Di Nallo       | Francia           | Olympique Lyonnais     | 15    |
|    | Serge Masnaghetti     | Francia           | US Valenciennes-Anzin  | 15    |